# 童安荣
童安荣（1963年7月—），男，汉族，中华人民共和国政治人物。现任宁夏回族自治区中医医院暨中医研究院副院长，主任医师。第十四届全国政协委员。